# Mihail Popovici
Mihail Popovici (n. 29 octombrie Podoima, raionul Camenca, 1942) este un specialist în domeniul cardiologiei, care a fost ales ca membru titular (2007) al Academiei de Științe a Moldovei.   A absolvit Universitatea de Stat de medicină (facultatea  medicină generală) (1965), doctorantura (1968).  Este asistent și conferențiar la catedra de biochimie (1968-1977), șef al laboratorului de cercetări în domeniul cardiologiei, șef al sectorului de cardiologie clinico-experimentală (1977-1983). Doctor habilitat în medicină (1986), profesor universitar (1990). Din 1988 și până în anul 1997 dețține funcția de director general al Institutului de cercetări în medicină preventivă și clinică, iar din 1997 este director al Institutului de Cardiologie. Membru-corespondent  al Academiei de Științe a Moldovei (1993)

## Activitatea obștească
- Deputat în parlamentul Republicii Moldova (1990-1994)

## Distincții
- Laureat al Premiului de Stat pentru Știință și producere (1994)
- Ordinul Republicii
- Medalia „Meritul Civic”